# Xã Osceola, Quận Grant, South Dakota
Xã Osceola (tiếng Anh: Osceola Township) là một xã thuộc quận Grant, tiểu bang Nam Dakota, Hoa Kỳ. Năm 2010, dân số của xã này là 90 người.